# Očka v krilu
Očka v krilu (angleško Mrs. Doubtfire) je ameriški komično-dramski film iz leta 1993, ki ga je režiral Chris Columbus. Scenarij sta napisala Randi Mayem Singer in Leslie Dixon in temelji na romanu Madame Doubtfire Anne Fine iz leta 1987. Robin Williams, ki je pri filmu sodeloval tudi kot koproducent, nastopa v naslovni vlogi, ob njem pa še Sally Field, Pierce Brosnan, Harvey Fierstein in Robert Prosky. Zgodba prikazuje ločenega igralca, ki se zamaskira v gospodinjo, da lahko obiskuje svoje otroke. Film se ukvarja s temami ločitve in ločenega življenja ter njunega učinka na družino.
Film je bil premierno prikazan 24. novembra 1993 v ameriških kinematografih in se izkazal tako za finančno uspešnega z več kot 441 milijona USD prihodkov ob 25-milijonskem proračunu, kot tudi dobro ocenjenega s strani kritikov. Na 66. podelitvi je prejel oskarja za masko ter zlati globus za najboljši glasbeni ali komični film in najboljšega igralca v glasbenem ali komičnem filmu (Williams). Ameriški filmski inštitut ga je uvrstil na 67. mesto najboljših ameriških komičnih filmov, Bravo pa na štirideseto mesto lestvice stotih najbolj smešnih filmov vseh časov.

## Vloge
- Robin Williams kot Daniel Hillard / ga. Euphegenia Doubtfire
- Sally Field kot Miranda Hillard
- Pierce Brosnan kot Stuart »Stu« Dunmeyer
- Harvey Fierstein kot Frank Hillard
- Polly Holliday kot Gloria Cheney
- Lisa Jakub kot Lydia Hillard
- Matthew Lawrence kot Chris Hillard
- Mara Wilson kot Natalie »Nattie« Hillard
- Robert Prosky kot g. Jonathan Lundy
- Anne Haney kot ga. Sellner
- Scott Capurro kot Jack
- Sydney Walker kot voznik avtobusa
- Martin Mull kot Justin Gregory
- Terence McGovern kot director ADR
- William Newman kot g. Sprinkles
- Scott Beach kot sodnik